# Пільхув
Пільхув (пол. Pilchów) — село в Польщі, у гміні Залешани Стальововольського повіту Підкарпатського воєводства.
Населення — 1449 осіб (2011).
У 1975-1998 роках село належало до Тарнобжезького воєводства.

## Демографія
Демографічна структура станом на 31 березня 2011 року:
|          | Загалом | Допрацездатний вік | Працездатний вік | Постпрацездатний вік |
| -------- | ------- | ------------------ | ---------------- | -------------------- |
| Чоловіки | 736     | 144                | 521              | 71                   |
| Жінки    | 713     | 135                | 444              | 134                  |
| Разом    | 1449    | 279                | 965              | 205                  |